# 岩崎城 (陸奥国)
岩崎城（いわさきじょう）は、岩手県北上市和賀町岩崎にあった日本の城。領主・和賀氏一族の居城。

## 沿革
岩崎城は、陸奥国和賀郡岩崎村にあった和賀氏の城で、本城である二子城に次ぐ規模を誇っていた。
鎌倉時代後期の「和賀氏系図」によれば、和賀景行（入道行仏）が譲得した所領の中に梅木郷（現在の岩崎一帯）ほかが見える。
南北朝時代の岩崎城付近は南朝方に属していた同族の須々孫氏との境界に近く、暦応4年/興国2年（1341年）に南朝方の北畠顕信に「岩崎楯」が攻められて、鬼柳清義が討死したという。戦国時代には和賀氏庶流の岩崎氏の居城となった。
天正18年（1590年）、豊臣秀吉の奥州仕置によって和賀氏は所領を没収され、城地追放の処分を受けた。これに対し葛西大崎一揆に協調した和賀義忠が稗貫氏とともに旧領回復を目指して挙兵した（和賀・稗貫一揆）。しかし奥州再仕置軍に鎮圧され、和賀郡は南部氏領となり郡内の5ヶ所の城は後に破却することとなった。天正20年（1592年）の『諸城破却書上』には、「岩崎 山城 破 信直抱 代官 藤四郎」とある。

### 岩崎一揆
慶長5年（1600年）、南部氏が最上出陣中、伊達氏の支援を受けた和賀忠親は再度旧領回復を目指して挙兵、忠親によって当城は修復され、その拠点として南部氏と戦った。和賀勢は花巻城を急襲（花巻城の夜討ち）し、三の丸、二ノ丸を制圧して本丸に迫ったが、援軍を得た南部勢に敗れて二子城を放棄、岩崎城で籠城戦となった。しかし翌慶長6年（1601年）に岩崎城は落城、忠親は主従らとともに仙台国分尼寺に逃れ、主従の蒲田治道、筒井喜助らとともに自害した。
鎮圧後は南部氏家臣の野田・大槌・栗谷川の諸氏によって修理され、慶長7年（1602年）には柏山明助が岩崎城代として入城、旧和賀氏勢力への押え、仙台藩領境の警護に当たったが、まもなく廃城となった。

## 遺構
夏油川が和賀川に合流する西岸の舌状台地に立地。台上は南北4郭から成り、台地西側下に城内、台地上の郭外に家臣の屋敷跡がある。各郭の周縁には高さ約2メートルの土塁が築かれていたが、三の丸以外はほとんど消失している。各郭は空堀で仕切られ、幅20メートル、高さ15メートルに達する所もある。
現在、台地の中央部に有った天守を模した岩崎地区公民館は2008年（平成20年）3月に閉鎖され、城郭跡の西側は岩崎城運動公園として整備された。

## 参考資料
- 『岩手県史 第三巻 中世篇 下』岩手県、1961年10月20日。
- 『岩手県史 第五巻 近世篇2』岩手県、1963年1月30日。
- 「角川日本地名大辞典」編纂委員会『角川日本地名大辞典3 岩手県』角川書店、1985年。ISBN 4-040-01030-2。
- （有）平凡社地方資料センター『日本歴史地名大系 第3巻 岩手県の地名』平凡社、1990年7月13日。ISBN 4-582-91022-X。
- 児玉幸多、坪井清足『日本城郭大系 第2巻 青森・岩手・秋田』新人物往来社、1980年7月15日。